# Terborg vasútállomás
Terborg vasútállomás vasútállomás Hollandiában, Oude IJsselstreek községben, Terborg településen.

## Vasútvonalak
Az állomást az alábbi vasútvonalak érintik:
- Winterswijk-Zevenaar-vasútvonal

## Kapcsolódó állomások
A vasútállomáshoz az alábbi állomások vannak a legközelebb:
- Gaanderen vasútállomás (1927. február 10. – 1934. május 15., Winterswijk-Zevenaar-vasútvonal, északnyugat)
- Varsseveld vasútállomás (1921. május 31. – , kelet, Winterswijk-Zevenaar-vasútvonal)
- Doetinchem vasútállomás (1885. július 15. – 1887. június 1., Winterswijk-Zevenaar-vasútvonal, északnyugat)
- Doetinchem Stadion railway station (1992–2005, Winterswijk-Zevenaar-vasútvonal, északnyugat)
- Gaanderen-Oosselt Halt (1927. február 10. – 1927. február 14.)
- Silvolde Halt (1885. július 15. – 1921. május 31., Winterswijk-Zevenaar-vasútvonal, kelet)